# Stephan von Ljubičić

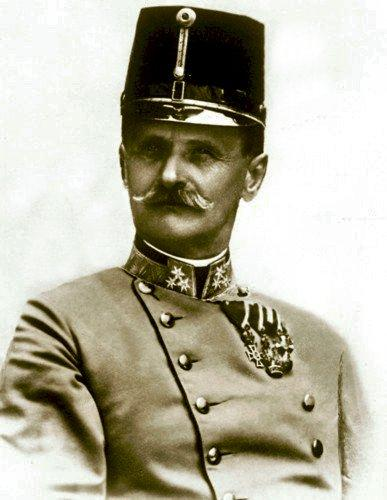
FZM Stephan von Ljubičić 1914

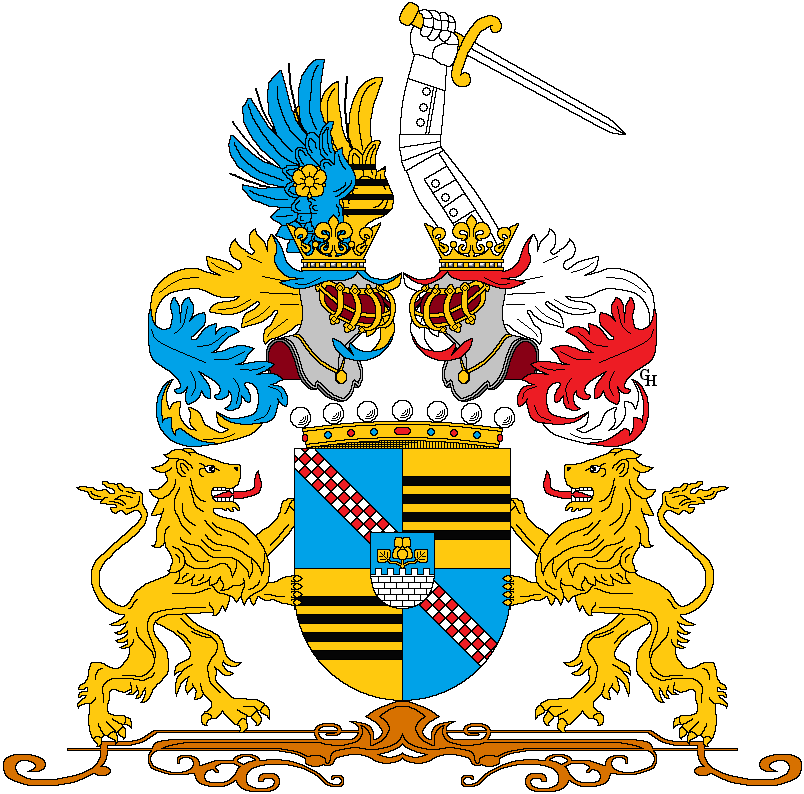
Wappen anlässlich der Erhebung Ljubičić' in den Freiherrenstand 1916

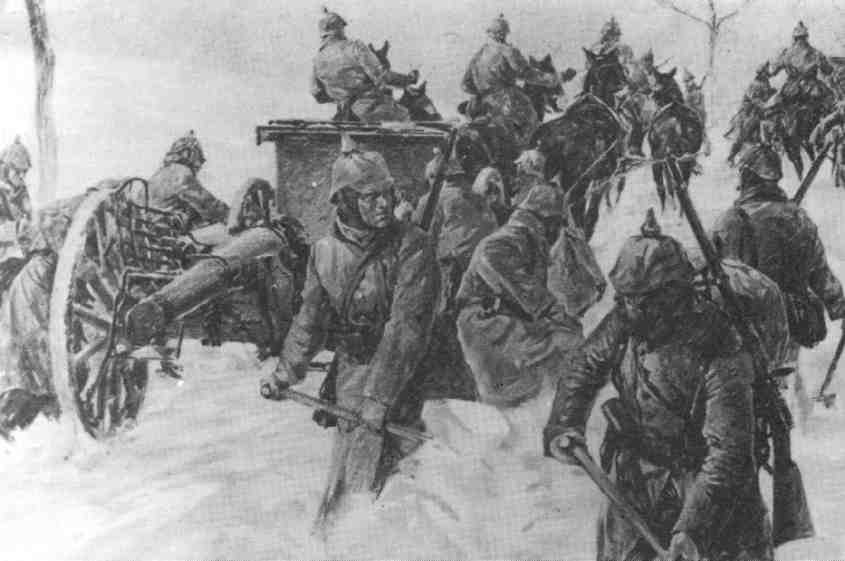
Schlacht bei Limanowa, 1. bis 13. Dezember 1914

Freiherr Stephan von Ljubičić, kroatisch Stjepan barun Ljubičić (* 25. September 1855 in Vrginmost, Kroatien; † 16. August 1935 in Wien), war ein kroatischstämmiger k. u. k. Offizier, zuletzt Feldzeugmeister mit ungarischem Adelsprädikat. Geh. Ratgeber.

## Biographie
Stephan Ljubičić wurde als Sohn eines bürgerlichen k.k. Leutnants in Vrginmost geboren. Nach seiner Erziehung im Militär-Untererziehungshaus Banatisch Weißkirchen, sodann Militär-Obererziehungshaus Kamenitz und Güns, besuchte er die technische Schule in Mährisch Weißkirchen. Danach trat er in die k.u.k. Technische Militärakademie ein und absolvierte dort den höheren Artilleriekurs sowie die k.u.k. Artillerie-Schießschule.
Am 1. September 1877 wurde er als Leutnant dem Truppendienst Feldartillerieregiment Nr. 6 zugeteilt, bis er ab 1. Januar 1883 für vier Jahre, während der er zum Hauptmann 1. Klasse (1. Mai 1888) avancierte. im Generalstab Verwendung fand, 1893/94 Stabschef im Festungskommando Krakau verbunden mit dem Aufstieg zum Major (1. Mai 1894).
Von 1894 bis 1898 fand man Ljubičić, seit 1. November 1896 Oberstleutnant, in der 6. Abteilung des Kriegsministeriums wieder.
Am 1. Mai 1900 avancierte Ljubičić als zum Oberst und Stabschef des 10. Artilleriekorps, wo er Oberst Heinrich Kummer von Falkenfeld ersetzte. Diesen Posten bekleidete er bis zu seiner Ernennung zum Generalmajor am 1. Mai 1906 (Rang vom 8. Mai 1906), verbunden mit dem Amt des Kommandanten der 18. Infanterie-Brigade-Division.
1909–1910 war er Kommandant der 13. Landwehr-Infanterie-Division, mit Vorrücken zum Feldmarschallleutnant (Ernennung 1. Mai 1910, Rang 17. Mai 1910). Am Tag der Rangbestätigung wechselte er bis Kriegsanfang erneut den Posten und wurde Sektionschef im k. u. k. Landesverteidigungsministeriums.
Zu Beginn des Ersten Weltkriegs folgte Ljubičić dem General der Kavallerie Dezső Kolossváry de Kolozsvár als Kommandant der 45. Landwehr-Infanterie-Division und wurde am 7. Oktober 1914 (Rang vom 1. November 1914) zum Feldzeugmeister ernannt. Seit September 1914 war Ljubičić Kommandierender General des k.u.k. XI. Korps, das er während der Schlacht bei Limanowa - Lapanow führte. Im März 1915 ging sein Kommando an Ignaz Edler von Korda über und Ljubičić wurde schließlich Kommandant der "Gruppe Ljubičić". Im August 1916 wurde Ljubičić als "k.u.k. Feldzeugmeister, beurlaubt mit Wartegebühr" geführt.
Ljubičić wurde am 8. August 1916 durch ein Handschreiben des Kaisers Franz Joseph I. in den österreichischen erblichen Freiherrenstand erhoben und erhielt ein Wappen; das entsprechende Diplom wurde am 24. August 1916 in Wien ausgefertigt. Ljubičić wurde unter anderem mit dem Orden der Eisernen Krone III. Klasse, dem Militärverdienstkreuz, dem Militär-Jubiläumskreuz und der Jubiläumserinnerungsmedaille für die bewaffnete Macht ausgezeichnet.
Er starb am 16. August 1935 in Wien und wurde am 20. August bei einer katholischen Zeremonie beigesetzt im Friedhof Neustift am Walde.